# Optisk rotation
Optisk rotation eller optisk aktivitet (ibland kallad rotationspolarisation) är rotationen av polarisationsplanet när polariserat ljus passerar genom vissa material. Optisk aktivitet sker endast i kirala material, de saknar mikroskopisk spegelsymmetri. Till skillnad från andra källor för dubbelbrytning, som förändrar en stråles polariseringstillstånd, kan optisk aktivitet observeras i vätskor. Detta kan innefatta gaser eller lösningar av kirala molekyler såsom sockerarter, molekyler med spiralformiga sekundära strukturer såsom vissa proteiner och även kirala flytande kristaller. Det kan också observeras att kirala fasta ämnen, såsom vissa kristaller med intilliggande kristallplan (såsom kvarts) eller metamaterial. Rotation av polarisationsplanet kan också uppstå genom Faradayeffekten som involverar ett statiskt magnetfält, men detta är ett distinkt fenomen som vanligtvis inte klassificeras under "optisk aktivitet".
Polariseringsplanets rotation kan vara antingen medurs, till höger (dextrorotary-d-rotary) eller vänster (levorotary-l-rotary) beroende på vilken stereoisomer som är närvarande (eller dominant). Sackaros och kamfer är till exempel d-roterande medan kolesterol är l-roterande. För ett givet ämne är vinkeln vid vilken polariseringen av den angivna våglängden roteras proportionell mot materialets längd och (för en lösning) proportionell mot dess koncentration. Rotationen är inte beroende av utbredningsriktningen, men rotationsriktningen är beroende av det relativa magnetfältet.
Optisk aktivitet, mutarotation, mäts med användning av en polariserad källa och polarimeter. Detta är ett verktyg som används speciellt i sockerindustrin för att mäta sockerkoncentrationen av sirap och i allmänhet i kemi för att mäta koncentrationen eller enantiomerförhållandet hos kirala molekyler i lösning. Modulering av en optisk aktivitet med flytande kristaller, sedd från två arkpolarisatorer, är principen för LCD bildskärmar.